# James Boasberg
James Emanuel "Jeb" Boasberg (San Francisco, California, nacido en 1963) es un abogado y jurista estadounidense, juez presidente de la Corte de Distrito de los Estados Unidos para el Distrito de Columbia. Designado por el presidente George W. Bush, fue juez del Tribunal Superior del Distrito de Columbia entre 2002 y 2011, antes de que Barack Obama lo nombrara juez del Tribunal de Distrito de Estados Unidos para el Distrito de Columbia. El presidente del Tribunal Supremo, John Roberts, lo nombró miembro del Tribunal de Vigilancia de Inteligencia Extranjera de los Estados Unidos en 2014, y entre 2020 y 2021 presidió dicho Tribunal. En 2020, fue nombrado miembro del Tribunal de Expulsión de Extranjeros Terroristas de Estados Unidos y designado como juez presidente.